# Ursula Pixa-Kettner
Ursula Pixa-Kettner, auch Uschi Pixa-Kettner (*  4. November 1948 in Stuttgart; † 12. Dezember 2013 in Bremen) war eine deutsche Psychologin, Erziehungswissenschaftlerin und Hochschullehrerin.

## Biografie

### Familie, Ausbildung und Beruf
Pixa-Kettner war die Tochter des Architekten Wilhelm Kettner und von Margarete Kettner geb. Wildermuth. Sie hatte zwei Geschwister. Sie heiratete 1973 Manfred Pixa; die Ehe wurde 1977 geschieden.
Nach dem Besuch der Grundschule in Ruit (Ostfildern) bei Stuttgart und des Heidehof-Gymnasiums Stuttgart bis 1967 studierte sie von 1967 bis 1976 Psychologie an der Universität Gießen sowie Psychologie und Erziehungswissenschaften an der Universität Hamburg. 1976 bestand sie die Erste Staatsprüfung für das Lehramt an Volks- und Realschulen. 1979 promovierte sie mit dem Thema „Personenzentrierte Gruppen- und Einzelgespräche mit psychisch beeinträchtigten Hauptschülern aus 5./6. Klassen.“ Sie war 1979 bis 1982 an der Universität Hamburg beschäftigt.

### Hochschullehrerin
Pixa-Kettner wurde 1982 als Professorin an die Universität Bremen, im Lehrgebiet Behindertenpädagogik, Inklusive Pädagogik, berufen. 2011 musste sie schwer erkrankt ihrer Arbeit beenden. Von 2001 bis 2005 war sie Dekanin des Fachbereichs 12 Erziehungs- und Bildungswissenschaften.
Ihr Mittelpunkt der Arbeit war das Thema der Elternschaft von Menschen mit geistiger Behinderung. Sie war eine der Pionierinnen der Frauenforschung an der Universität Bremen.
Mitgliedschaften
- Mitglied der größten internationalen Wissenschaftsorganisation IASSID, Fachgruppe „Parenting“.
- 2004 Gründerin einer Forschungsgruppe zur Unterstützung für Eltern mit Lernschwierigkeiten und ihre Kinder

## Ehrungen
- 2012 wurde Pixa-Kettner gemeinsam mit anderen Wissenschaftlerinnen  der Universität Bremen als eine ihrer führenden Professorinnen im Rahmen einer Fotoausstellung „Unispitzen“ zum 40-jährigen Bestehen der Universität geehrt.

## Werke (Auswahl)
- Nicht-direktive Gespräche mit psychisch beeinträchtigten Schülern. Reim, Hamburg 1978, ISBN 3-87950-027-4.
- Geistig behinderte und Mutter? In: Sonderpädagogik 2, 1991.
- Pixa-Kettner (Hg.): Tabu oder Normalität? Eltern mit geistiger Behinderung und ihre Kinder. Winterverlag, Heidelberg 2006, ISBN 978-3-8253-8328-2.